# 圣科隆巴诺切尔泰诺利
圣科隆巴诺切尔泰诺利（義大利語：San Colombano Certenoli），是意大利热那亚省的一个市镇。总面积41.3平方公里，人口2613人，人口密度63.3人/平方公里（2009年）。ISTAT代码为010053。